# Jechi'el Lasri
Jechi'el Lasri (hebrejsky יחיאל לסרי‎) je izraelský lékař, politik a bývalý poslanec Knesetu za stranu Mifleget ha-merkaz.

## Biografie
Narodil se 21. srpna 1957 v Maroku. V roce 1963 přesídlil do Izraele. Sloužil v izraelské armádě, kde získal hodnost segan aluf ve vojenském námořnictvu. V armádě působil jako lékař. Vysokoškolský titul z medicíny získal v roce 1982 na Ben Gurionově univerzitě.

## Politická dráha
Působil jako zástupce ředitele oddělení interny v Kaplanově nemocnici. Specializoval se na výzkum léčby nemoci AIDS. Až do zvolení do Knesetu zasedal v městské samosprávě města Ašdod.
V izraelském parlamentu zasedl po volbách v roce 1999, v nichž kandidoval za stranu Mifleget ha-merkaz (Strana středu). Mandát ale získal až dodatečně v březnu 2001 jako náhradník po rezignaci poslance Jicchaka Mordechaje. Stal se místopředsedou Knesetu, členem výboru pro vzdělávání a kulturu, výboru práce, sociálních věcí a zdravotnictví a výboru finančního.
V průběhu funkčního období se odtrhl od mateřské strany a s kolegou Roni Milem založili novou formaci nazvanou Lev, která krátce nato splynula s Likudem. Ve volbách v roce 2003 mandát neobhájil. Později se stal starostou Ašdodu.